# 立山カルデラ砂防博物館
富山県 立山カルデラ砂防博物館（とやまけんたてやまカルデラさぼうはくぶつかん、英: Tateyama Caldera Sabo Museum）は、富山県中新川郡立山町芦峅寺にある立山カルデラおよび立山砂防をテーマとした公立博物館である。

## 概要
現博物館の前身として1985年（昭和60年）6月1日に建設省北陸地方建設局立山砂防工事事務所（現在の国土交通省北陸地方整備局立山砂防事務所）内に、砂防資料館「カルデラ」として開設されたことが始まりで、その後立山砂防事務所の建て替えに伴い計画され、1992年（平成4年）末には、国側との調整で立山砂防事務所隣接地の千寿ケ原国有地であり、立山黒部アルペンルートの玄関口である富山地方鉄道立山駅より、徒歩約1分の場所に建設することがほぼ決まった。
1995年（平成7年）1月末には開設準備委員会を設置、1996年（平成8年）4月に着工し、1998年（平成10年）3月に完成、同年6月30日に開館した。
博物館は、3階建ての県棟（立山カルデラ展示室等）と、2階建ての国土交通省（旧・建設省）棟の鉄骨コンクリート造り2棟からなり、建築面積は1,984m2、建設費は約41億1千万円で、富山県が約26億3千万円、国が約14億8千万円を負担している。国土交通省棟の1階と2階の一部は、国土交通省立山砂防防災情報センターで、2階がSABO展示室となっており、県棟とは2階の渡り廊下で繋ぎ、博物館と一体で運営している。
また、隣接する砂防事務所内には、砂防工事現場に向かう立山砂防事務所管轄の立山砂防工事専用軌道（立山砂防軌道・立山砂防トロッコ）基地がある。
館内は、1858年4月9日（安政5年2月26日）の飛越地震により発生した、立山連峰・鳶山の山体崩壊（鳶山崩れ・大鳶崩れ）が起こり、その後、カルデラ内の土砂が河道閉塞を起こしのちに何度も決壊し常願寺川を土石流となって下り、下流の富山平野の村々に多大な損害を与えた歴史の紹介と、その後カルデラ内に残った大量の土砂（推定崩壊土砂量は全量で4.1億m3、21世紀初頭の時点で約2億m3）から下流の町々を守るため、その後100年以上もの長い期間に渡り現在も続く、砂防と河川改修工事の歴史、立山カルデラ内の自然などを紹介している。

## 学術研究
博物館は、2009年（平成21年）から立山連峰（雄山・剱岳）3か所の万年雪（雪渓）が氷河として存在しないかの調査を開始した。GPSを使用して調査したところ、剱岳で最大30cm（2011年（平成23年）9月から10月まで）、雄山で10cm前後（2010年（平成22年）・2011年（平成23年））の氷塊移動が確認され、2012年（平成24年）の日本雪氷学会で研究論文を発表。その結果、これらの氷塊は初めて日本国内に現存する氷河として認められた。なお、これまではロシアのカムチャッカ半島にある氷河が南限とされていた。

## 立山カルデラ砂防体験学習会
通常工事関係者以外入れない、立山カルデラ砂防工事の様子を見学できる体験学習会を7月から10月にかけて開催している（有料）。トロッコのコースでは、立山砂防工事専用軌道（トロッコ列車）に乗車できる。博物館開館当初は毎週木曜日に開催していたが、現在は水曜日あるいは木曜日に開催している。詳細は、公式サイト内の体験学習会を参照。

## 施設
各施設の詳細は、公式サイトの屋内展示の紹介を参照。

### 1階
- 大型映像ホール（有料）
- 立山紹介コーナー（無料）：立山黒部アルペンルートの玄関口であるため、立山登山に関する情報を発信している。
- 企画展示室（無料）：企画展や特別展・写真展などを開催[3]。

### 2階・3階

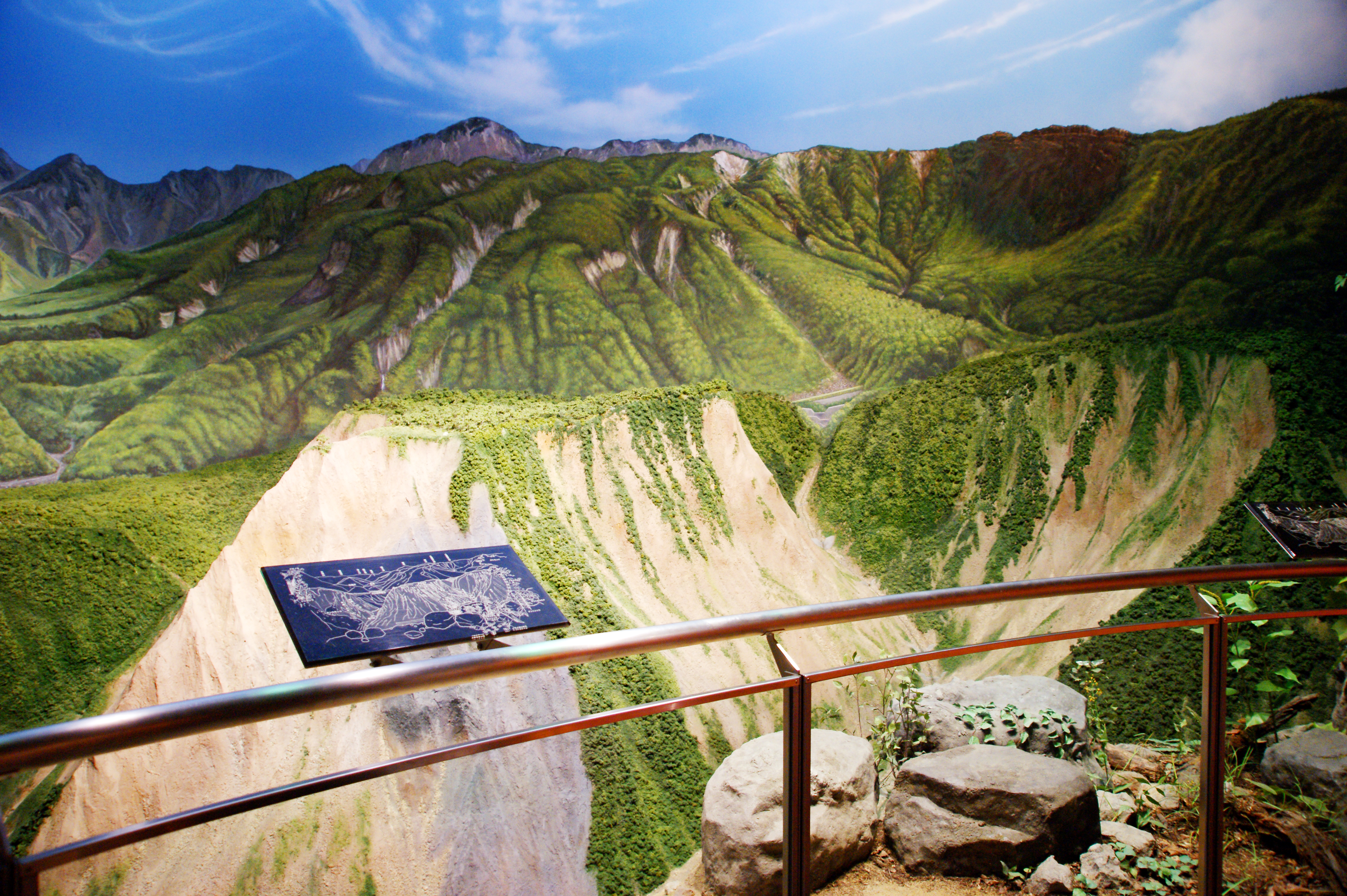
立山カルデラ展示室

立山カルデラ展示室（有料）とSABO展示室（無料）で、大きな4つのテーマに分けて展示がおこなわれている。

#### 2階
- 立山カルデラ展示室（有料）
  - 崩れる：立山カルデラの地質（岩石）の紹介、直径13mの立山カルデラ全景大型ジオラマ、そこに暮らす動植物などの紹介。カルデラ内（新湯）で発掘された玉滴石（hyalite、産地は「新湯の玉滴石産地」として国の天然記念物に指定）[13]の展示など。
  - 流れる：立山の雪と水についての展示。土石流で常願寺川川岸に流れ着いた大転石といわれる石の中でも「十万貫石」とわれる巨石の模型展示。安政の大地震を紙芝居風にアニメーションで紹介。
  - 防ぐ：明治時代に常願寺川の改修工事に関わった、オランダ人技師のヨハニス・デ・レーケの紹介。カルデラ内にかつてあった立山温泉の紹介。立山登山の山岳ガイドの紹介など。
- SABO展示室（無料）
  - 防ぐ・創る：全国で起きている土砂災害の実情、土砂災害の種類や起こる仕組みなどの紹介。立山砂防の実物トロッコ機関車展示とそれに繋がる模型トロッコ列車での立山砂防工事専用軌道（立山砂防軌道）の紹介や、立山砂防の歴史と工事の紹介。国の重要文化財白岩砂防堰堤の紹介とジオラマの展示、機関車前面展望映像による疑似トロッコツアー。常願寺川流域の大型地形ジオラマ、砂防映像ライブラリーなど。
- 砂防図書コーナー（無料）
- 立山砂防総合情報センター（観覧者入室不可）

#### 3階
- 図書室（無料）

### 施設情報
- 開館時間：9時30分 - 17時（ゴールデンウィーク・夏休み期間中は8時30分開館）[3]
- 休館日：毎週月曜日（祝日の場合は開館）、祝日の翌日（土・日曜日の場合は開館）、年末年始（12月28日 - 1月4日）
- その他：臨時休館あり。

## アクセス
公共交通機関
- 富山地方鉄道立山線 立山駅より徒歩で約1分。

自動車
- 北陸自動車道 立山ICより約40分。
- 北陸自動車道 富山ICより約45分。

## 周辺の施設
- 国土交通省北陸地方整備局立山砂防事務所
  - 国土交通省立山砂防工事専用軌道（立山砂防軌道・立山砂防トロッコ）
- 富山地方鉄道・立山黒部貫光 立山駅
- 立山山麓スキー場（極楽坂スキー場・らいちょうバレースキー場）
- 粟巣野スキー場